# 消費平滑化

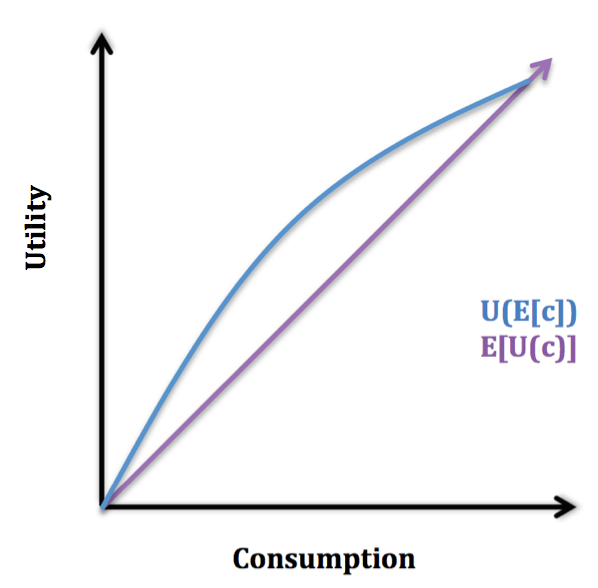
該圖顯示了消費平滑化（例如購買保險）後的預期效用 E[U(c)] 和沒有消費平滑的實際效用 U(E[c])。

消費平滑化（英語：consumption smoothing）是用來表達人們對穩定消費路徑渴望的經濟学概念。人們希望他們的消費水準在高收入與低收入時期能夠維持平衡，以獲得更多穩定性和可預測性。也就是說，即便處在低收入時期（如退休後、失業狀態），也能保持支付日常開銷，甚至維繫更高消費水平的能力；當然，這也必須付出相應的代價（如在高消費期減少消費，增加儲蓄部位）。
世界上存在許多風險與不確定性，這意味著一生中的任何微小選擇，在最終可能導致差別甚大的不同結果。因此，為了減少不確定性，人們選擇今天放棄一些消費，以防止未來出現不利結果。 為了讓人們為未來可能發生的不可預見的情況做好充分和適當的準備，他們會從今天開始計劃，為這些不可預見的情況發生時儲蓄。